# High Offley
High Offley – wieś w Anglii, w hrabstwie Staffordshire, w dystrykcie Stafford. Leży 15 km na zachód od miasta Stafford i 210 km na północny zachód od Londynu.